# Amtliches Gemeindeverzeichnis der Schweiz
Das Amtliche Gemeindeverzeichnis der Schweiz umfasst die politischen Gemeinden der Schweiz, geordnet nach Kantonen und (wo vorhanden) Bezirken.

## Amtliches Gemeindeverzeichnis
Das Amtliche Gemeindeverzeichnis wird als Definitionsgrundlage zur eineindeutigen Gemeindeidentifikation und einheitlichen Schreibung der Gemeindenamen in zahlreichen Verwaltungsprozessen auf Stufe Bund, Kantone und Gemeinden sowie in der Privatwirtschaft eingesetzt. Das Verzeichnis enthält auch die Gemeindenummer (sogenannte BFS-Nr.).
Die Verordnung über die geografischen Namen (SR 510.625 – Verordnung über die geografischen Namen (GeoNV), Art. 19) regelt das Amtliche Gemeindeverzeichnis der Schweiz. Die Gemeindenamen und Gemeindenummern dieses Verzeichnisses sind behördenverbindlich. Es wird vom Bundesamt für Statistik BFS erstellt, verwaltet und veröffentlicht. Die nach kantonalem Recht zuständige Stelle reicht dem Bundesamt für Landestopografie (Swisstopo) Gesuche um Genehmigung von Namensänderungen ein, welches diese im Bundesblatt publiziert.
Das bisherige Gemeindeverzeichnis ist revisionsbedürftig. Das gültige Nummerierungssystem stösst bei Fusionsprojekten wie in den Kantonen Thurgau, Freiburg und Tessin zusehends an Grenzen. Eine EDV-gestützte Historisierung ist mit dem heutigen System nicht möglich. Diese Mängel sollen mit der Publikation eines historisierten Gemeindeverzeichnisses (veröffentlicht im Juni 2007) sowie einer Erneuerung des Nummerierungssystems behoben werden.
Die geographische Zuordnung des gesamten Territoriums in der Schweiz erfolgt nicht über die Gemeinden, sondern über die amtlich festgelegten Ortschaften (siehe GeoNV, Sektion 5, ab Art. 20). Die Schweiz ist flächendeckend und ohne Mehrfachzuordnungen in Ortschaften aufgeteilt, wohingegen bei den Gemeinden sowohl gemeindefreie Gebiete (wie z. Bsp. der Staatswald Galm oder Seeflächen) als auch sog. Kommunanzen bestehen; über letztere üben mehrere Gemeinden gemeinsam Hoheitsrechte aus.

## Historisiertes Gemeindeverzeichnis
Im separat abfragbaren Historisierten Gemeindeverzeichnis sind alle Gemeindestände und deren Mutationen seit 1960 erfasst. Dadurch wird eine weitgehend automatische Nachführung des amtlichen Gemeindeverzeichnisses ermöglicht und die Konvertierung von gemeindebezogenen Daten in der Zeitachse erleichtert.